# Oldfieldia
Oldfieldia es un género de plantas perteneciente a la familia Picrodendraceae y el único género de la subtribu Paiveusinae. Comprende cuatro especies originarias del África tropical.

## Especies
- Oldfieldia africana Benth. & Hook.f., Hooker's J. Bot. Kew Gard. Misc. 2: 185 (1850).
- Oldfieldia dactylophylla (Welw. ex Oliv.) J.Léonard, Bull. Jard. Bot. État 26: 340 (1956).
- Oldfieldia macrocarpa J.Léonard, Bull. Jard. Bot. État 26: 341 (1956).
- Oldfieldia somalensis (Chiov.) Milne-Redh., Kew Bull. 3: 456 (1948 publ. 1949).